# 요하네스 피셔 (타악기주자)
요하네스 피셔(Johannes Fischer, 1981년 ~ )는 독일의 타악기 연주자, 작곡가, 지휘자, 그리고 음악대학 교수이다.

## 생애
요하네스 피셔는 9세에 타악기와 피아노를 배우기 시작하였다. 1998년부터 2000년까지 위르겐 폰토 재단의 장학생이었으며, 프라이부르크 국립음대에서 타악기를 전공하였다. 이후 지휘와 작곡도 병행하였다. 2003년 루체른 페스티벌 아카데미에 초청되었으며, 2007년 샌디에이고에서는 ‘상주 예술가(artist in residence)’로 활동하였다.
2006년부터는 스위스 루가노의 스위스 이탈리아 음악원에서 교수로 재직하였으며, 2009년부터는 독일 뤼벡 음악대학교 교수로 임용되었다.

## 음악 활동
피셔는 솔리스트로 세계 여러 콘서트홀과 페스티벌에서 활동해왔으며, 다양한 앙상블과 실내악 그룹에서 협연하였다. 주요 협업에는 *eardrum percussion duo*, 나리 홍과의 듀오, 트리오 *Belli-Fischer-Rimmer* 등이 있다. 
그는 바이에른 방송국, 루체른 페스티벌, 파리 루브르, BBC 등 여러 기관으로부터 작곡을 위촉받았고, 다양한 예술 장르와 협업하였다. 앙상블 레조난츠 및 무지크파브릭과의 지휘 활동도 수행하였다.

## 주요 음반
- Gravity (2008)
- Traces / Spuren (2009)
- Soul Paintings (2015)
- Shadows in the Dark (2016)
- Nicolaus A. Huber Percussion Pieces (2018)
- Klingende Fäden und sprechende Rhythmen (2021)
- Chroia (2021)
- Fresh Air (2022)
- Songs Without Words (2025 예정)

## 수상
- 2003 – 뮌헨 국제 귄터 비알라스 작곡상 2위
- 2006 – 독일 음악 콩쿠르 Deutsche musikwettbewerb 1위, 독일 경제문화협회 음악상
- 2007 – 독일 ARD 국제 음악 콩쿠르 1위 및 특별상 수상